# 梅格里

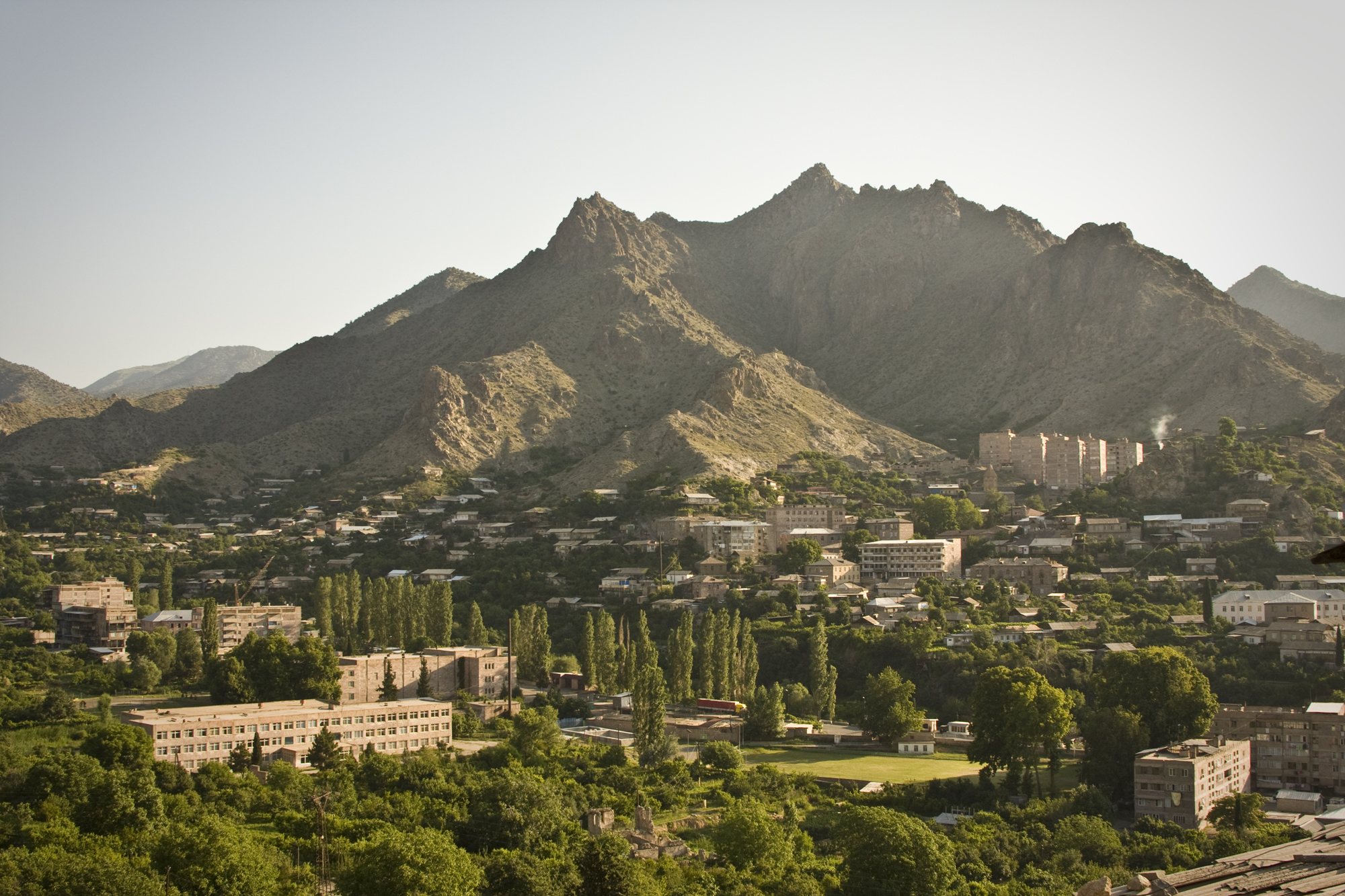

梅格里是亞美尼亞休尼克州南部的城市，毗鄰與伊朗接壤的邊境，面積77.70平方公里，海拔高度605米，每年平均降雨量286毫米，2010年人口4,775。

## 外部連結
- Region (marz) of Syunik